# Cenzura Interneta
Cenzura Interneta je kontrola ili obustavljanje objavljivanje informacija, odnosno filtrirani pristup informacijama na internetu. Može ju provoditi vlada ili privatna organizacija po nalogu vlade ili na vlastitu inicijativu. Pojedinci i organizacije mogu sudjelovati u autocenzuri samoinicijativno ili zbog pritisaka i straha.

## Pregled
Blokiranje i filtriranje može se temeljiti na relativno statičnima crnim popisima (blacklist) ili se određuje dinamički na temelju informacija koje sadrže. Crni popisi mogu biti proizvedeni ručno ili automatski, najčešće nisu dostupni javnosti. Blokiranje ili filtriranje može se obaviti centralizirano na nacionalnoj razini, decentralizirano (svaki pružatelj internetskih usluga za sebe) ili na institucionalnoj razini, primjerice u knjižnicama, sveučilištima ili internetskim kafićima. Blokiranje i filtriranje također može varirati unutar zemlje kod različitih pružatelja internetskih usluga. Država može filtrirati osjetljivi sadržaj povremeno i uključiti privremeno filtriranje u ključnim razdobljima, npr. u vrijeme izbora. Vlasti mogu blokirati sadržaj pritom navodeći javnost da vjeruje da cenzura nije primijenjena. To se postiže lažnim "404 Not Found" porukama o pogrešci koja se prikazuje kada se pokuša pristupiti blokiranim web stranicama.
Osim ako cenzori imaju potpunu kontrolu nad svim računalima spojenim na Internet, kao što je to u Sjevernoj Koreji ili na Kubi, potpunu cenzuru informacija je vrlo teško ili nemoguće postići s obzirom na distribuiranu prirodu Interneta. Uporaba nadimaka na internetu i sigurnih Internetskih zona (kao što je Freenet) štite slobodu govora pomoću tehnologije koje jamče da materijal ne može biti uklonjen i sprječavaju identifikaciju autora. Tehnološki iskusni korisnici često mogu pronaći načine pristupa blokiranim sadržajima. Ipak, blokiranje je i dalje djelotvorno sredstvo za ograničavanje pristupa osjetljivim informacijama za većinu korisnika, kad cenzori poput onih u Kini, imaju mogućnost posvetiti značajna sredstva za izgradnju i održavanje sveobuhvatnog sustava cenzure.